# Lucenay

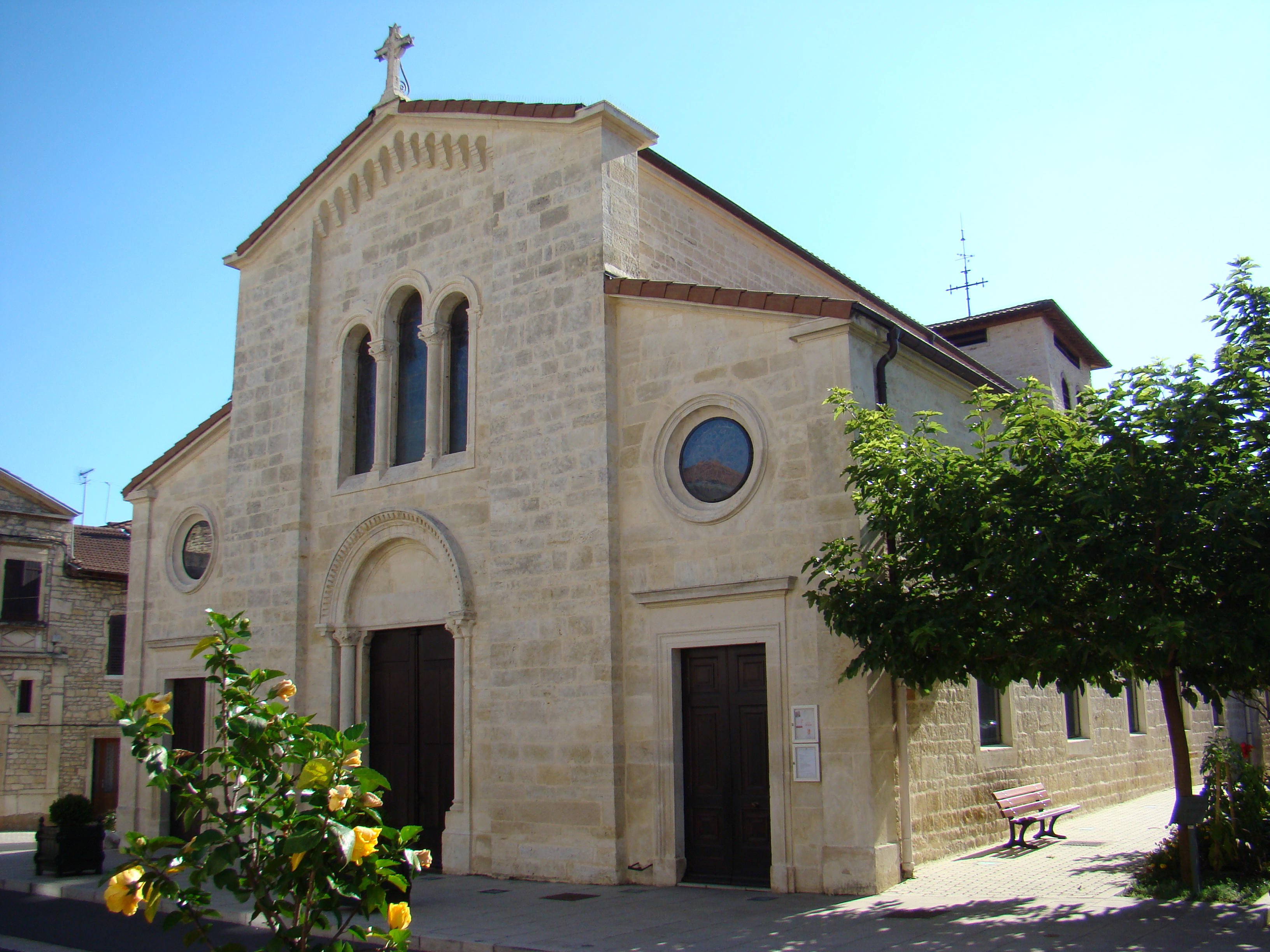
Kościół w Lucenay, 2009

Lucenay – miejscowość i gmina we Francji, w regionie Owernia-Rodan-Alpy, w departamencie Rodan.
Według danych na rok 1990 gminę zamieszkiwało 1205 osób, a gęstość zaludnienia wynosiła 192 osób/km² (wśród 2880 gmin regionu Rodan-Alpy Lucenay plasuje się na 683. miejscu pod względem liczby ludności, natomiast pod względem powierzchni na miejscu 1413.).